# 1602 Indiana
1602 Indiana este un asteroid din centura principală, descoperit pe 14 martie 1950, de Goethe Link Obs..